# Cyrtandropsis villosa
Cyrtandropsis villosa är en tvåhjärtbladig växtart som beskrevs av Rudolf Schlechter. Cyrtandropsis villosa ingår i släktet Cyrtandropsis och familjen Gesneriaceae. Inga underarter finns listade i Catalogue of Life.